# Niranjan Pal
Niranjan Pal (Calcutta, 17 agosto 1889 – Calcutta, 9 novembre 1959) è stato un regista e sceneggiatore indiano.
È stato un collaboratore stretto di Himanshu Rai e Franz Osten.
A Bollywood, ha contribuito al successo di una delle prime dive del cinema indiano, Devika Rani.

## Filmografia

### Regista
- Naseeb Ni Balhari (1930)
- Sui Ka Naka (1931)
- Pujari (1931)
- Pardesia (1932)
- Dardi (1932)
- Hatekhari (1939)
- Amma (1939)
- Suktara (1940)
- Ditiya Path (1940)
- Rashpurnima (1941)
- Chitthi (1941)
- Brahman Kanya (1941)
- Bodhodaya (1951)

### Sceneggiatore
- Prem Sanyas (1925)
- Jawani Ki Hawa (1935)
- Jeevan Naya (1936)
- Janmabhoomi (1936)
- Achhut Kanya (1936)
- Savitri (1937)
- Jeevan Prabhat (1937)